# Rosička (district de Jindřichův Hradec)
Pour les articles homonymes, voir Rosička.
Rosička (en allemand : Rositschka) est une commune du district de Jindřichův Hradec, dans la région de Bohême-du-Sud, en République tchèque. Sa population s'élevait à 63 habitants en 2020.

## Géographie
Rosička se trouve à 3 km au nord-est du centre de Deštná, à 16 km au nord-nord-ouest de Jindřichův Hradec, à 49 km au nord-est de České Budějovice et à 97 km au sud-sud-est de Prague.
La commune est limitée par Mnich au nord et à l'est, par Horní Radouň au sud-est, par Světce au sud et à l'ouest, et par Drunče au nord-ouest.

## Histoire
La première mention écrite du village date de 1603.

## Source
- (cs) Cet article est partiellement ou en totalité issu de l’article de Wikipédia en tchèque intitulé « Rosička (okres Jindřichův Hradec) » (voir la liste des auteurs).